# Шесть направлений ударов
«Шесть направлений ударов» или «Шесть направлений боя» (кит. 六合八法, англ. The Six Directions Boxing) — гонконгский фильм с боевыми искусствами режиссёра Тайрон Сюй 1980 года.

## Сюжет
Ай Цзянфэн — капитан, задачей которого является поимка преступника Чэнь Хуэйчжи и пресечение незаконной контрабанды оружия. Капитану помогают три человека: его помощник Чжан Цзянь, невеста Цинчжи и бывший учитель кунг-фу У Таосань, который также является отцом невесты. Цзянфэну также приходится противостоять коррумпированным сотрудникам полиции и местному мастеру кунг-фу, работающему с преступниками. После ареста Хуэйчжи капитан вынужден держать его в плену до тех пор, пока комиссар не вернётся в город. Ситуация ухудшается, когда заместитель комиссара ставит начальником капитана человека, вступившего в сговор с преступниками.

## В ролях
- Дэвид Цзян — капитан Ай Цзянфэн
- Юэ Хуа[кит.] — комиссар Чао
- Пол Чхёнь[кит.] — Дуань Ци
- Юнь Сиутхинь — У Таосань, отец Цинчжи
- Нэнси Янь — Цинчжи
- Лун Тяньсян[кит.] — Чэнь Хуэйчжи
- Джек Лун — Лю Итан
- Лун Сюань — заместитель комиссара
- Хау Павай — Чжан Цзянь
- Чжан Цзипин — Ляо
- Ван Чжунъюн
- Ян Ле[кит.]
- Кори Юнь[кит.]

## Съёмочная группа
- Компания: H.K. Hsin Wha Motion Picture
- Исполнительный продюсер: Тун Юэцзюань[кит.]
- Режиссёр: Тайрон Сюй[кит.]
- Сценарист: Сун Сянжу
- Постановка боевых сцен: Юнь Чхёнъянь[кит.], Юнь Ятчхо, Юнь Чаньён
- Монтаж: Вон Чхаукуай, Чён Куок-кхюнь
- Оператор: Чён Такконь
- Дизайнер по костюмам: Лян Тайпин
- Гримёр: Нг Минчхёнь
- Композитор: Чау Фуклён

## Кассовые сборы
За пять дней кинотеатрального проката в Гонконге с 31 января по 4 февраля 1980 года фильм собрал 353 449 гонконгских долларов.

## Критика
Авторы книги The Encyclopedia of Martial Arts Movies благосклонно пишут о данном фильме: «высокое качество постановки очевидно повсюду: освещение, декорации, костюмы, актёрский состав и хореография». Борис Хохлов в своей рецензии на сайте HKCinema положительно оценивает бои и игру актёров, но называет слабой режиссуру и сюжет фильма.